# Miejsce na górze (film 1959)
Miejsce na górze (ang. Room at the Top, 1959) – brytyjski melodramat
w reżyserii Jacka Claytona, film oparty na powieści Wielka kariera (Room at the Top) autorstwa Johna Braine’a. Scenariusz opracował Neil Paterson przy pomocy Mordecaia Richlera.
Film otrzymał sześć nominacji do Oscara, zdobył dwie statuetki, w tym dla najlepszej aktorki pierwszoplanowej Simone Signoret. Hermione Baddeley została nominowana za najlepszą rolę drugoplanową, zapisując się tym samym w historii jako wykonawczyni najkrótszej nominowanej roli (2 minuty i 20 sekund czasu ekranowego).

## Obsada
- Laurence Harvey jako Joe Lampton
- Simone Signoret jako Alice Aisgill
- Heather Sears jako Susan Brown
- Donald Wolfit jako pan Brown
- Donald Houston jako Charlie Soames
- Hermione Baddeley jako Elspeth
- Allan Cuthbertson jako George Aisgill
- Raymond Huntley jako pan Hoylake
- John Westbrook jako Jack Wales
- Ambrosine Phillpotts jako pani Brown
- Richard Pasco jako Teddy
- Mary Peach − June Samson

i inni

## Nagrody i nominacje
32. ceremonia wręczenia Oscarów
- najlepsza aktorka pierwszoplanowa − Simone Signoret
- najlepszy scenariusz adaptowany − Neil Paterson
- nominacja: najlepszy film − John Woolf i James Woolf
- nominacja: najlepszy reżyser − Jack Clayton
- nominacja: najlepszy aktor pierwszoplanowy − Laurence Harvey
- nominacja: najlepsza aktorka drugoplanowa − Hermione Baddeley

12. ceremonia wręczenia nagród BAFTA
- najlepszy film brytyjski
- najlepszy film z jakiegokolwiek źródła
- najlepsza aktorka zagraniczna − Simone Signoret
- nominacja: najlepszy aktor brytyjski − Laurence Harvey
- nominacja: najlepszy aktor brytyjski − Donald Wolfit
- nominacja: najlepsza aktorka brytyjska − Hermione Baddeley
- nominacja: najbardziej obiecujący debiut filmowy − Mary Peach

17. ceremonia wręczenia Złotych Globów
- nagroda im. Samuela Goldwyna
- nominacja: najlepsza aktorka w filmie dramatycznym − Simone Signoret

12. Międzynarodowy Festiwal Filmowy w Cannes
- najlepsza aktorka − Simone Signoret
- nominacja: Złota Palma − Jack Clayton